# کاوبرخ
کاوبرخ (به هلندی: Cauberg) یک کوه و خیابان در هلند است که در فالکن‌بورخ ان‌ده خئول واقع شده‌است.